# بلر سنت‌کلر
بلر سنت‌کلر (به انگلیسی: Blair St. Clair) (زاده ۱۶ مهٔ ۱۹۹۵) زن‌پوش، خواننده آمریکایی است.